# IC 1337
IC 1337  és una galàxia a aproximadament X milions d'anys llum a la constel·lació de Capricorn. Va ser descoberta per Stefan Zavel, el 22 de juliol de 1892.